# Франкавила ин Сини
Франкавила ин Сини је насеље у Италији у округу Потенца, региону Базиликата.
Према процени из 2011. у насељу је живело 2690 становника. Насеље се налази на надморској висини од 424 м.

## Становништво
Према резултатима пописа становништва 2011. у општини је живело 4.282 становника.
| 1951. | 1961. | 1971. | 1981. | 1991. | 2001. | 2011. |
| ----- | ----- | ----- | ----- | ----- | ----- | ----- |
| 4.053 | 4.080 | 3.910 | 4.152 | 4.044 | 4.367 | 4.282 |